# Бакалавр права
Бакала́вр пра́ва (англ. Bachelor of Laws, LL.B. or B.L.) — академическая степень или квалификация высшего образования в области права и юридических наук, дающая право на профессиональную деятельность.
Название происходит от лат. Legum Baccalaureus и часто сокращается до B.L. или LL.B. Степень существует в Великобритании и других странах, использующих общее право, за исключением США и Канады. Помимо этого, степень присуждают университеты Ганы, Нигерии, ЮАР, Израиля и Замбии.

## Программа обучения
Программа обучения в высших учебных заведениях бакалавр права (LLB) или бакалавр законов (прямой перевод с англ.) является студенческой программой для учащихся, желающих продолжить своё обучение в юридической сфере. Программа бакалавр права, как правило, длится от 3 до 4 лет и даёт представление учащемуся об основных понятиях юриспруденции, её теории и истории.
Программа, может включать такие элементы введения в профессию как обучение, учёба, исследования, лекции и семинары.
Основные области исследования могут включать контракты, завещания, несчастные случаи и свойства, которые приводят к спорам между людьми и другими лицами права.
По завершении данной программы, выпускники могут работать помощниками юриста, государственными служащими, исследователями или техниками. Эта программа может быть первой ступенью в карьере адвоката, судьи, юридического консультанта, лектора и юридического исследователя.
Следующая ступень обучения магистр права.